# Лозынино
Лозынино — деревня в Талдомском районе Московской области России, входит в состав сельского поселения Ермолинское. Население — 31 чел. (2010).

## География
Расположена на севере Московской области, в восточной части Талдомского района, примерно в 24 км к востоку от центра города Талдома. Южнее деревни находится участок «Дубненский болотный массив» государственного природного заказника «Журавлиная родина». Ближайшие населённые пункты — село Николо-Кропотки, деревни Ожигово и Прусово.

## Население
| 1859 | 1888 | 1926 | 2002 | 2006 | 2010 |
| ---- | ---- | ---- | ---- | ---- | ---- |
| 260  | ↗303 | ↘201 | ↘13  | ↗24  | ↗31  |

## История
В «Списке населённых мест» 1862 года — владельческая деревня 2-го стана Калязинского уезда Тверской губернии между Дмитровским и Углицко-Московским трактами, в 54 верстах от уездного города и 20 верстах от становой квартиры, при колодце, с 32 дворами и 260 жителями (126 мужчин, 134 женщины).
По данным 1888 года входила в состав Семёновской волости Калязинского уезда, проживало 303 человека (159 мужчин, 144 женщины).
По материалам Всесоюзной переписи населения 1926 года — деревня Николо-Кропоткинского сельского совета Семёновской волости Ленинского уезда Московской губернии, в 12,8 км от шоссе Углич — Сергиев и 17,1 км от станции Талдом Савёловской железной дороги, проживал 201 житель (71 мужчина, 130 женщин), насчитывалось 47 хозяйств, среди которых 44 крестьянских.
С 1929 года — населённый пункт в составе Ленинского района Кимрского округа Московской области.
Постановлением ЦИК и СНК от 23 июля 1930 года округа как административно-территориальные единицы были ликвидированы. Постановлением Президиума ВЦИК от 27 декабря 1930 года городу Ленинску было возвращено историческое наименование Талдом, а район был переименован в Талдомский.
1930—1963, 1965—1994 гг. — деревня Николо-Кропоткинского сельсовета Талдомского района.
1963—1965 гг. — деревня Николо-Кропоткинского сельсовета Дмитровского укрупнённого сельского района.
1994—2004 гг. — деревня Николо-Кропоткинского сельского округа Талдомского района.
2004—2006 гг. — деревня Ермолинского сельского округа Талдомского района.
С 2006 г. — деревня сельского поселения Ермолинское Талдомского муниципального района Московской области.